# Permelille Vandtårn
Permelille Vandtårn er et tidligere vandtårn i Permelille (der huser omkring 40 indbyggere) på Samsø. Tårnet er opført i 1927 og leverede vand i cirka et halvt hundrede år før to vandværker blev slået sammen. Det har i en årrække været i privat eje, hvorefter kommunen har ejet det, og nu tilhører det Samsø Gårdbutik. Permelille Vandtårn står ved Svanegården.